# ウィキ教育財団
ウィキ教育財団（ウィキきょういくざいだん、Wiki Education Foundation 、略称: Wiki Edu）は、カリフォルニア州サンフランシスコに本拠地を置く非営利公益法人である。ウィキペディア教育プログラムの運営主体であり、カナダならびにアメリカ合衆国の教育者に対して授業にウィキペディアを取り入れるよう働きかけている。アメリカ合衆国政府認定の公益事業として、税制優遇策501 (c) (3) 対象である。

## 沿革
ウィキメディア財団は教育への「より焦点を絞った特別な支援」と「ウィキペディアと連携する追加プログラムの開発により学術研究と教育を促進」するプロセスに2010年以来取り組んでおり、2012年設立のウィキ教育プログラムもその一環である。
ウィキメディア財団 (WMF) とウィキ教育財団は2014年2月、フランク・シューレンバーグ（元WMFプログラム上席ディレクター）を初代エグゼクティブディレクターに任用すると発表した。シューレンバーグは同年4月、ウィキ教育財団を代表して世界規模で識字率の向上に取り組む世界識字サミット (World Literacy Summit・開催地オックスフォード）に出席している。

## 運営体制
常務取締役シューレンバーグの任期は2014年2月に始まり、理事会はダイアナ・ストラスマン理事長以下、理事にミシシッピ大学執筆・修辞学センター長を務める英語准教授のロバート・カミングス Robert Cummingsと、ウィキペディアンとしてエイドリアン・ウェイドウィツ Adrianne Wadewitz （1977年-2014年）が任命された。